# Wim Gupffert
Willem Hendrikus Antonius ("Wim") Gupffert (18 oktober 1894 – 27 december 1958) was een Nederlands voetballer.
Wim Gupffert heeft in totaal 126 wedstrijden voor Ajax gespeeld tot en met zijn laatste wedstrijd in september 1921 tegen Blauw-Wit. Hierin wist de aanvaller 62 doelpunten te maken. In het seizoen 1920-1921 werd hij clubtopscoorder met 13 doelpunten in 28 wedstrijden.
Hij heeft drie wedstrijden gespeeld voor het Nederlands elftal, en hij wist hierin tweemaal te scoren. Zijn doelpunt in de met 3-1 gewonnen wedstrijd tegen Zweden in 1919 was het eerste doelpunt ooit van een Ajacied in dienst van Oranje. Gupffert was daarmee zijn Amsterdamse elftalgenoot Theo Brokmann sr. zeven minuten voor.